# Дубской сельсовет
Дубской сельсове́т — упразднённое сельское поселение в составе Перевозского района Нижегородской области России. Административный центр — село Дубское.

## История
Статус и границы сельского поселения установлены Законом Нижегородской области от 15 июня 2004 года № 60-З «О наделении муниципальных образований — городов, рабочих посёлков и сельсоветов Нижегородской области статусом городского, сельского поселения».
Законом Нижегородской области от 31 мая 2017 года № 64-З, 13 июня 2017 года были преобразованы, путём их объединения, все муниципальные образования Перевозского муниципального района — городское поселение город Перевоз, Дзержинский, Дубской, Ичалковский, Палецкий, Танайковский, Тилининский и Центральный сельсоветы — в городской округ Перевозский.

## Население
| 2002  | 2010  | 2012  | 2013  | 2014  | 2015  | 2016  |
| ----- | ----- | ----- | ----- | ----- | ----- | ----- |
| 1270  | ↘1059 | ↘1056 | ↗1067 | ↗1076 | ↘1071 | ↘1054 |
| 2017  |       |       |       |       |       |       |
| ↘1044 |       |       |       |       |       |       |

## Состав сельского поселения
| № | Населённый пункт | Тип населённого пункта       | Население |
| - | ---------------- | ---------------------------- | --------- |
| 1 | Большие Кемары   | село                         | ↘252      |
| 2 | Дубское          | село, административный центр | ↘664      |
| 3 | Малые Кемары     | деревня                      | ↘7        |
| 4 | Чепас            | деревня                      | ↘136      |